# Обтер (Об)
Обте́р (фр. Aubeterre) — коммуна во Франции, находится в регионе Шампань — Арденны. Департамент — Об. Входит в состав кантона Арси-сюр-Об. Округ коммуны — Труа.
Код INSEE коммуны — 10015.
Коммуна расположена приблизительно в 140 км к востоку от Парижа, в 65 км южнее Шалон-ан-Шампани, в 16 км к северу от Труа.

## Население
Население коммуны на 2008 год составляло 225 человек.
| 1962 | 1968 | 1975 | 1982 | 1990 | 1999 | 2008 |
| ---- | ---- | ---- | ---- | ---- | ---- | ---- |
| 106  | 111  | 110  | 113  | 177  | 167  | 225  |

## Экономика
В 2007 году среди 153 человек в трудоспособном возрасте (15—64 лет) 127 были экономически активными, 26 — неактивными (показатель активности — 83,0 %, в 1999 году было 72,7 %). Из 127 активных работали 121 человек (59 мужчин и 62 женщины), безработных было 6 (4 мужчины и 2 женщины). Среди 26 неактивных 10 человек были учениками или студентами, 13 — пенсионерами, 3 были неактивными по другим причинам.